# ناحیه ناننشین

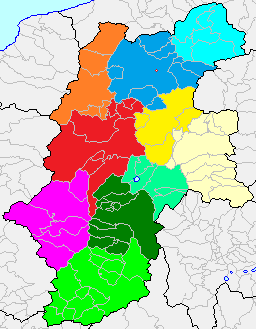
استان ناگانو به چهار منطقه تقسیم می‌شود:■: منطقه هوکوشین (آبی روشن: منطقه هوکوشین، آبی: منطقه ناگانو)
■: منطقه توشین (زرد: منطقه اوئدا، زرد روشن: منطقه ساکو) ■: منطقه چوشین (نارنجی: منطقه آلپ شمالی، قرمز). : منطقه ماتسوموتو، سرخابی: منطقه کیسو) ■: منطقه ناننشین (سبز روشن: منطقه سووا، قهوه ای ماچا: منطقه کامینا، زرد-سبز: منطقه مینامیشیشو)

منطقه نانشین (به ژاپنی: 南信地方 なんしんちほう)، به منطقه جنوبی استان ناگانو اشاره دارد.